# Rui Hačimura
Rui Hačimura (八村 塁 Hachimura Rui, * 8. února 1998 Tojama) je japonský basketbalista. Měří 206 cm a váží 104 kg, hraje na pozici small forward nebo power forward.
Jeho matka je Japonka a otec pochází z Beninu, má tři mladší sourozence. V dětství byl kvůli své barvě častým terčem rasistických poznámek. Původně se věnoval baseballu, na košíkovou se zaměřil až na střední škole. V roce 2016 získal stipendium na americkou Gonzaga University. V roce 2019 byl zvolen do týmu NCAA Men's Basketball All-Americans a získal Julius Erving Award. Při vstupním draftu National Basketball Association v roce 2019 si ho vybral tým Washington Wizards jako číslo devět, což je největší úspěch v historii japonského basketbalu.
Hrál za japonskou reprezentaci na mistrovství světa v basketbalu mužů 2019.
23.1.2023 by vytrejdován do týmu Los Angeles Lakers. O dva dny později zaznamenal za Lakers 12 bodů a 6 doskoků.